# حاصور (حمص)
حاصور قرية سورية تتبع ناحية شين في منطقة حمص في محافظة حمص. بلغ عدد سكانها 1,149 نسمة في عام 2004 حسب إحصاء المكتب المركزي للإحصاء.